# Liste der Kulturdenkmale in Großbauchlitz
In der Liste der Kulturdenkmale in Großbauchlitz sind die Kulturdenkmale des Döbelner Stadtteils Großbauchlitz verzeichnet, die bis Oktober 2022 vom Landesamt für Denkmalpflege Sachsen erfasst wurden (ohne archäologische Kulturdenkmale). Die Anmerkungen sind zu beachten.
Diese Aufzählung ist eine Teilmenge der Liste der Kulturdenkmale in Döbeln.

## Großbauchlitz
| Bild                                    | Bezeichnung                                                                                              | Lage                            | Datierung | Beschreibung | ID       |
| --------------------------------------- | --- | ------------------------------- | --- | --- | -------- |
| Direkt Bild zu diesem Denkmal hochladen | Brücke                                                                                                   | Alexanderstraße 6 (bei) (Karte) | Um 1900 | Aus Bruchsteinen errichtete Bogenbrücke über den Mühlgraben, verkehrstechnisches Zeugnis. Mit der Errichtung des Mühlgrabens entstanden. Mühlgraben bei der Werkzeugmaschinenbaufirma RASOMA, vormals Liebert & Gürtler. Von den Chemnitzer Ingenieuren Johannes Liebert und Arthur Gürtler 1895 gegründet. Standort in der Alexanderstraße seit 1919, dort auch Bahnanschluss. Mit Anlage des Mühlgrabens auch Verlegung der Freiberger Mulde – vorher keine Brücke notwendig (vgl. Meilenblatt 1913).                             | 09206266 |
| Direkt Bild zu diesem Denkmal hochladen | Fabrikantenvilla                                                                                         | Alexanderstraße 7 (Karte)       | Bezeichnet mit 1910                                                                                              | Bau- und ortsgeschichtlich von Bedeutung, Gründerzeitgebäude, baukünstlerisch wertvoller Putzbau, bemerkenswert die qualitätvollen, bleiverglasten Buntfenster, die im gesamten Erdgeschoss und im großen Teil des Obergeschosses erhalten sind, baukünstlerische Bedeutung. Zweigeschossig, Putzgliederung. | 09206264 |
| Direkt Bild zu diesem Denkmal hochladen | Wohnstallhaus, Scheune, Taubenhaus, Seitengebäude, Torbogen und Pflaster eines Vierseithofes (Lindenhof) | Alexanderstraße 11 (Karte)      | Bezeichnet mit 1827 (Wohnstallhaus); 19. Jahrhundert (Torbogen); um 1900 (Seitengebäude, Scheune und Taubenhaus) | Große Gutsanlage mit prächtigen landschaftstypischen Gebäuden in gutem Originalzustand, Wohnstallhaus mit Fachwerkobergeschoss, Seitengebäude mit Kumthalle, außergewöhnliches Taubenhaus im Zentrum der Anlage. - Wohnstallhaus: zur Wasserseite Obergeschoss mit Fachwerkobergeschoss - Seitengebäude: mit Tordurchfahrt, Putzbau mit Klinkerstruktur - Scheune: mit vertikalen Lüftungsschlitzen, Ziegelfries | 09206256 |
| Weitere Bilder                          | Empfangsgebäude eines Bahnhofes (Bahnhof Döbeln Nord, früher Bahnhof Großbauchlitz)                      | Bahnhof Nord 30a (Karte)        | 1893 | Baugeschichtlich und ortsgeschichtlich von Bedeutung, Putzbau der Bahnstrecke Riesa–Chemnitz, verkehrsgeschichtlich von Bedeutung. Putzbau, welcher für die Bahnarchitektur eine sehr typische Gestaltung aufweist, in gutem Originalzustand, verkehrsgeschichtliches Zeugnis, zweigeschossig, profilierte Fenstergewände mit halbrundem Abschluss, originale Fenster, seit 1932 Bezeichnung Döbeln Nord. | 09206259 |
| Direkt Bild zu diesem Denkmal hochladen | Wohnhaus und Seitengebäude in offener Bebauung                                                           | Bahnhof Nord 30d (Karte)        | 1885 (Seitengebäude); 1893 (Wohnhaus)                                                                            | Baugeschichtlich und ortsgeschichtlich von Bedeutung, schlichtes Wohnhaus in gutem Originalzustand, Putzfassade mit gefasten, steinernen Fenstergewänden, vermutlich im Zusammenhang mit dem benachbarten Bahnhof entstanden, zweigeschossig mit Drempel | 09206260 |
| Weitere Bilder                          | Mietvilla in offener Bebauung (Villa Selma), Einfriedung und Remise                                      | Grimmaische Straße 84 (Karte)   | Um 1870 | Prächtiger gründerzeitlicher Putzbau in markanter städtebaulicher Situation gelegen, Ecke Zschepplitzer Straße, sehr guter Originalzustand, reiche Bauornamentik, von baukünstlerischer Qualität, baugeschichtlich und ortsgeschichtlich von Bedeutung. - Villa: dreigeschossig, gestalterisch betonter Mittelrisalit, Pilastergliederung, Rundbogenmotiv, florale Reliefs, keine originalen Fenster, originale Haustür - Remise: Erdgeschoss in Polygonalmauerwerk, Obergeschoss roter Klinker - Einfriedung in schlechtem Zustand | 09206257 |

## Tabellenlegende
- Bild: Bild des Kulturdenkmals, ggf. zusätzlich mit einem Link zu weiteren Fotos des Kulturdenkmals im Medienarchiv Wikimedia Commons. Wenn man auf das Kamerasymbol klickt, können Fotos zu Kulturdenkmalen aus dieser Liste hochgeladen werden:
- Bezeichnung: Denkmalgeschützte Objekte und ggf. Bauwerksname des Kulturdenkmals
- Lage: Straßenname und Hausnummer oder Flurstücknummer des Kulturdenkmals. Die Grundsortierung der Liste erfolgt nach dieser Adresse. Der Link (Karte) führt zu verschiedenen Kartendiensten mit der Position des Kulturdenkmals. Fehlt dieser Link, wurden die Koordinaten noch nicht eingetragen. Sind diese bekannt, können sie über ein Tool mit einer Kartenansicht einfach nachgetragen werden. In dieser Kartenansicht sind Kulturdenkmale ohne Koordinaten mit einem roten bzw. orangen Marker dargestellt und können durch Verschieben auf die richtige Position in der Karte mit Koordinaten versehen werden. Kulturdenkmale ohne Bild sind an einem blauen bzw. roten Marker erkennbar.
- Datierung: Baubeginn, Fertigstellung, Datum der Erstnennung oder grobe zeitliche Einordnung entsprechend des Eintrags in der sächsischen Denkmaldatenbank
- Beschreibung: Kurzcharakteristik des Kulturdenkmals entsprechend des Eintrags in der sächsischen Denkmaldatenbank, ggf. ergänzt durch die dort nur selten veröffentlichten Erfassungstexte oder zusätzliche Informationen
- ID: Vom Landesamt für Denkmalpflege Sachsen vergebene, das Kulturdenkmal eindeutig identifizierende Objekt-Nummer. Der Link führt zum PDF-Denkmaldokument des Landesamtes für Denkmalpflege Sachsen. Bei ehemaligen Kulturdenkmalen können die Objektnummern unbekannt sein und deshalb fehlen bzw. die Links von aus der Datenbank entfernten Objektnummern ins Leere führen. Ein ggf. vorhandenes Icon  führt zu den Angaben des Kulturdenkmals bei Wikidata.